# Villa (Gargnano)
Villa ist einer der 13 Ortsteile von Gargnano in der Provinz Brescia und in der norditalienischen Region Lombardei.

## Lage
Mit Bogliaco und Gargnano ist Villa  einer der drei Ortsteile, die direkt am Gardasee liegen. Der Ort liegt zwischen den Ortsteilen Gargnano im Norden  und Bogliaco im Süden von Villa.

## Tourismus
In Villa finden sich einige Hotels. Abgesehen von der SS 45 bis, die Villa durchläuft, sind kaum gut befahrene Straßen in Villa vorhanden.
Durch einzelne Gassen erreicht man von der Hauptstraße aus das Ufer des Gardasees, an dem sich zahlreiche Bars und Restaurants befinden.